# Het Wrak van de Noordzee
Het Wrak van de Noordzee is een Nederlandse stomme film uit 1915. Ook bekend onder de titels Het wrak in de Noordzee, en Vischers' Lief en leed en de internationale titel The Wreck in the North sea.

## Plot
Marie is verliefd op Arend, maar als die verongelukt met zijn schip, trouwt ze met haar bewonderaar Jan. Op een later moment komt Marie erachter dat Jan de boot van Arend heeft gesaboteerd, waardoor zijn boot lekslaat. Jan wordt door zijn verraad opgepakt en in de boeien geslagen.
Onverwacht heeft Arend zijn schipbreuk overleefd en keert hij terug; hij trouwt zijn Marie alsnog.
Hoogtepunten zijn het lekslaan van de boot en het duiken naar het wrak.

## Rolverdeling
| Acteur            | Personage          |
| ----------------- | ------------------ |
| Jaap van der Poll | Arend              |
| Julie Meijer      | Marie              |
| Kees Lageman      | Rooseveldt         |
| Piet Fuchs        | Jan van der Velde  |
| Wilhelmina Kleij  | Mevrouw Rooseveldt |
| Coen Hissink      | Duiker             |

## Productie
De film werd geheel opgenomen in Scheveningen. Regisseur Theo Frenkel sr. gebruikte hierbij de nieuwste trucages, die hij had geleerd in Berlijn als assistent director.
Het Nederlands Filmmuseum is nog in bezit van een intacte versie van de film.